# Deinococcus radiodurans
Deinococcus radiodurans (лат.) — грамположительный, экстремофильный кокк рода Deinococcus. Является одной из самых устойчивых бактерий к действию ионизирующего излучения. Впервые был выделен из консервированного мяса, подвергнутого действию гамма-излучения с целью изучения возможности стерилизации. Описан в 1960 году под названием Micrococcus radiodurans, переведён во вновь созданный род Deinococcus в 1981 году. Разрабатываются способы использования Deinococcus radiodurans в биоочистке радиоактивно неблагополучных сточных вод.

## Биологические свойства

### Морфология
Окрашивается по методу Грама положительно (хотя клеточная стенка имеет строение, типичное для грамотрицательных бактерий), неподвижный кокк диаметром 1,5—3,5 мкм. На микропрепаратах располагается по две или чаще четыре клетки, образуя тетрады. Не образует капсул и спор. Образует красный пигмент.

### Культуральные свойства
Хемоорганогетеротроф, облигантный аэроб. Растёт на простых питательных средах. На агаризованных питательных средах образует гладкие, выпуклые колонии от розового до красного цвета. Штаммы D. radiodurans выделялись из большого разнообразия субстратов: от помёта слонов и почвы до арктических глыб и песков пустынь, поэтому нельзя говорить о каком-либо специфическом местообитании этого микроорганизма.

### Геном
Уникальной особенностью генома D. radiodurans является то, что каждая кольцевая молекула ДНК генома представлена в нескольких копиях, и они образуют вместе переплетённые кольца, каждое кольцо содержит по нескольку копий одной молекулы ДНК. Другой уникальной особенностью D. radiodurans является наличие РНК-лигаз, способных сшивать молекулы РНК в гибридном комплексе РНК-ДНК. Геном D. radiodurans штамма R1 представлен четырьмя молекулами ДНК: двумя хромосомами и двумя плазмидами — мегаплазмидой и малой плазмидой. Известно также несколько плазмид, влияющих на резистентность к лизоциму и допустимую температуру роста. Микроорганизм имеет естественную компетентность к трансформации чужеродной ДНК. Геном D. radiodurans весьма близок к геному Thermus aquaticus, и сравнение геномов показывает дивергентные пути к адаптации к термофильности и устойчивости к радиации.

## Устойчивость к действию ионизирующих излучений
D. radiodurans широко известен своей высокой устойчивостью к действию радиации, являясь одним из самых устойчивых к действию радиации организмов в мире — D. radiodurans способен выживать при дозе до 10000 греев. Предположительно, высокая устойчивость к действию ионизирующего излучения возникла как следствие возникновения устойчивости к высушиванию, так как механизмы повреждения ДНК, а следовательно, и устойчивости к радиации и высушиванию сходны, к тому же D. radiodurans синтезирует т. н. LEA-белки, предотвращающие агрегацию белков во время высушивания.
Долгое время такой уровень устойчивости к действию радиации был не совсем понятен. Сейчас известно, что D. radiodurans хранит в клетке по нескольку копий генома, упакованных в виде тора или колец, дополнительные копии генома позволяют в точности восстановить геном после многочисленных одно- и двуцепочечных разрывов. Было также показано, что как минимум две копии генома при массированных двуцепочечных разрывах образуют полный геном при реассоциации образовавшихся фрагментов ДНК, затем идёт ресинтез поврежденных участков с гомологичных неповреждённых последовательностей, при этом образуется D-петля, после этого происходит рекомбинация между гомологичными последовательностями путём RecA-зависимой гомологичной рекомбинации. RecA D. radiodurans функционирует по пути, прямо противоположному таковому в клетках E. coli; возможно, это — одна из причин чрезвычайной эффективности системы репарации D. radiodurans. Определённую роль в резистентности к действию радиации оказывает также присутствие особого белка, связывающегося с одноцепочечной ДНК и предположительно играющего роль в репликации повреждённой ДНК, на радиорезистентность влияет также синтез белка DdrA, обеспечивающего целостность генома. Белок IrrE, регулятор экспрессии гена recA, также влияет на уровень устойчивости к действию радиации. Микроорганизм имеет рибонуклеопротеины, также оказывающие действие на устойчивость бактерии к ультрафиолетовому облучению. Для защиты от окислительного стресса, сопровождающего действие ионизирующего излучения, D. radiodurans использует особый фермент тиоредоксинредуктазу, а также синтезирует супероксиддисмутазу.
Известно несколько бактерий, сравнимых с D. radiodurans по устойчивости к радиации, включая некоторые виды Chroococcidiopsis (цианобактерии) и Rubrobacter (актиномицеты); среди архей подобными же свойствами обладает Thermococcus gammatolerans.

## Применение
Устойчивость к действию радиации D. radiodurans уникальны, он также весьма устойчив к неблагоприятным условиям окружающей среды, что делает этот микроорганизм пригодным для биоочистки радиоактивных отходов. Есть исследования по применению D. radiodurans в биоочистке радиоактивных загрязнений, в том числе содержащие растворённые ионы ртути.
В 2003 году американские учёные показали, что D. radiodurans может быть использован в качестве средства хранения информации, которое может пережить ядерную катастрофу. Они перевели песню «Это маленький мир» (англ. It's a Small World) в ряд сегментов ДНК длиной в 150 пар нуклеотидов, внедрили их в бактерии, и смогли получить их без ошибок 100 бактериальных поколений спустя.